# Музей Оранжери

План музея

 Музей Оранжери (фр. Le Musée de l’Orangerie) — картинная галерея в Париже, представляющая работы импрессионистов и постимпрессионистов, находящаяся на Площади Согласия.
Музей Оранжери расположен в западном конце сада Тюильри, неподалёку от Лувра и музея Орсе, филиалом которого является. Музей находится в здании оранжереи, построенном в 1852 году при участии архитектора Луи Висконти. В XIX веке в оранжерее в зимнее время находились апельсиновые деревья в кадках, которые летом расставлялись по саду Тюильри.
Здание оранжереи было перестроено под музей вскоре после окончания Первой мировой войны по распоряжению французского государственного деятеля Жоржа Клемансо специально для размещения серии картин с кувшинками Клода Моне, который был близким другом премьер-министра. Музей был задуман таким образом, чтобы картины с кувшинками, развешанные по стенам зала, создавали у зрителя эффект погружения, причём свет из окон должен был падать на них с той же стороны, с какой он падал на реальные кувшинки в саду Клода Моне в Живерни.
Хотя Кувшинки Моне до сих пор остаются, возможно, самой известной частью экспозиции, позднее музей несколько раз перестраивался и менял свой статус. Причиной для изменения конструкции служило стремление правильно сделать освещение, а также расширение пространства для размещения большой коллекции картин, полученных от Жана Уолтера и Поля Гийома. После перестройки здания в 1978—1984 годах в выставочных залах полученные картины разместились под названием «Коллекция Жана Уолтера и Поля Гийома».
В период с 2000 по 2006 год музей был реконструирован ещё раз, причем реконструкция обошлась в 30 миллионов евро. В музее, кроме постоянной экспозиции, имеются выставочное пространство и библиотека.
В музее представлены картины Клода Моне, Поля Сезанна, Анри Матисса, Пабло Пикассо, Пьера-Огюста Ренуара, Амедео Модильяни, Андре Дерана, Хаима Сутина, Мари Лорансен, Мориса Утрилло, Поля Гогена, Альфреда Сислея, Анри Руссо и других художников.
Музей Оранжери особенно известен Овальным залом, в котором выставлена серия из восьми полотен Клода Моне — «Кувшинки». Работы занимают весь зал, осматривать их можно, присев на диванчик, расположенный в центре.
Перед музеем установлены скульптуры работы Огюста Родена, а также несколько других скульптур.
Режим работы музея Оранжери: с 9:00 до 18:00 ежедневно, кроме вторника.

## В популярной культуре
Художественная галерея, в частности картины «Кувшинки», была показана в фильме Вуди Аллена «Полночь в Париже» 2011 года и в фильме Миа Хансен-Лёве «Одним прекрасным утром» 2022 года.

## Галерея

Пьер Огюст Ренуар. Обнажённая женщина в пейзаже
Амадео Модильяни. Портрет Поля Гийома
Поль Сезанн. Портрет мадам Сезанн
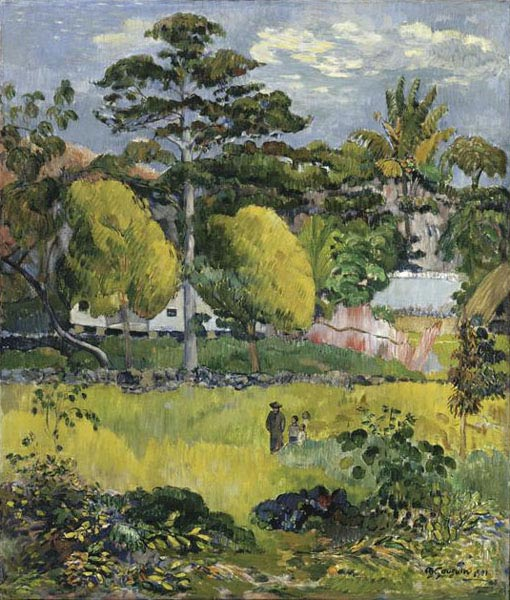
Поль Гоген. Пейзаж
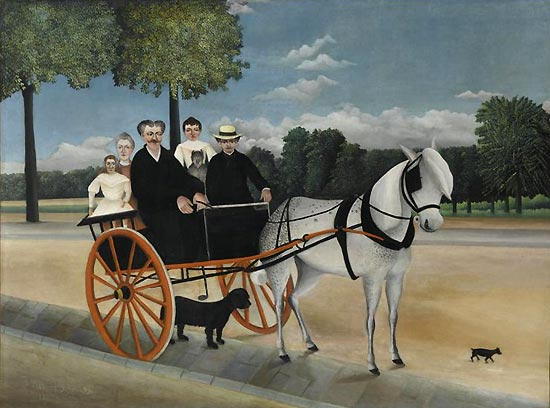
Анри Руссо. Повозка отца Жюнье
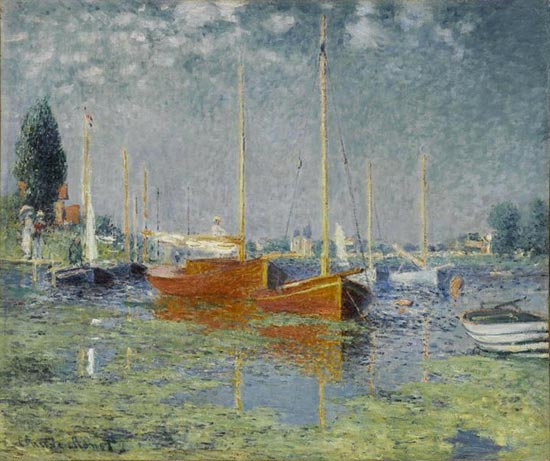
Клод Моне. Аржантейе
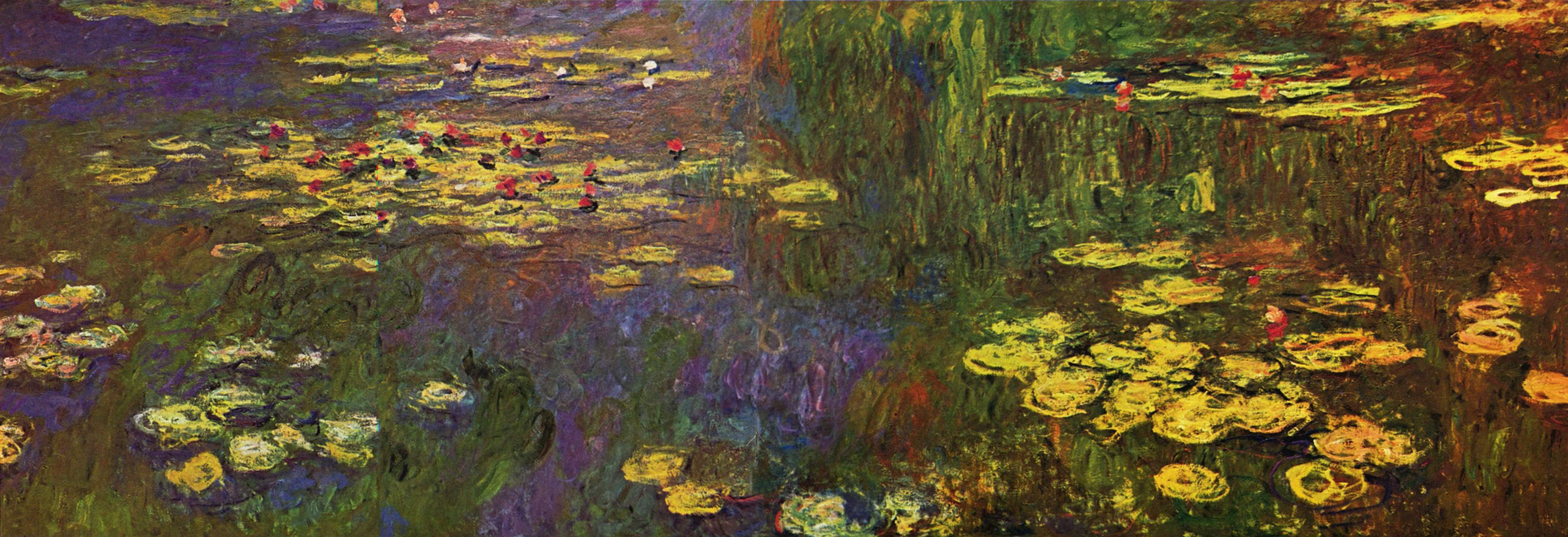
Клод Моне. Кувшинки
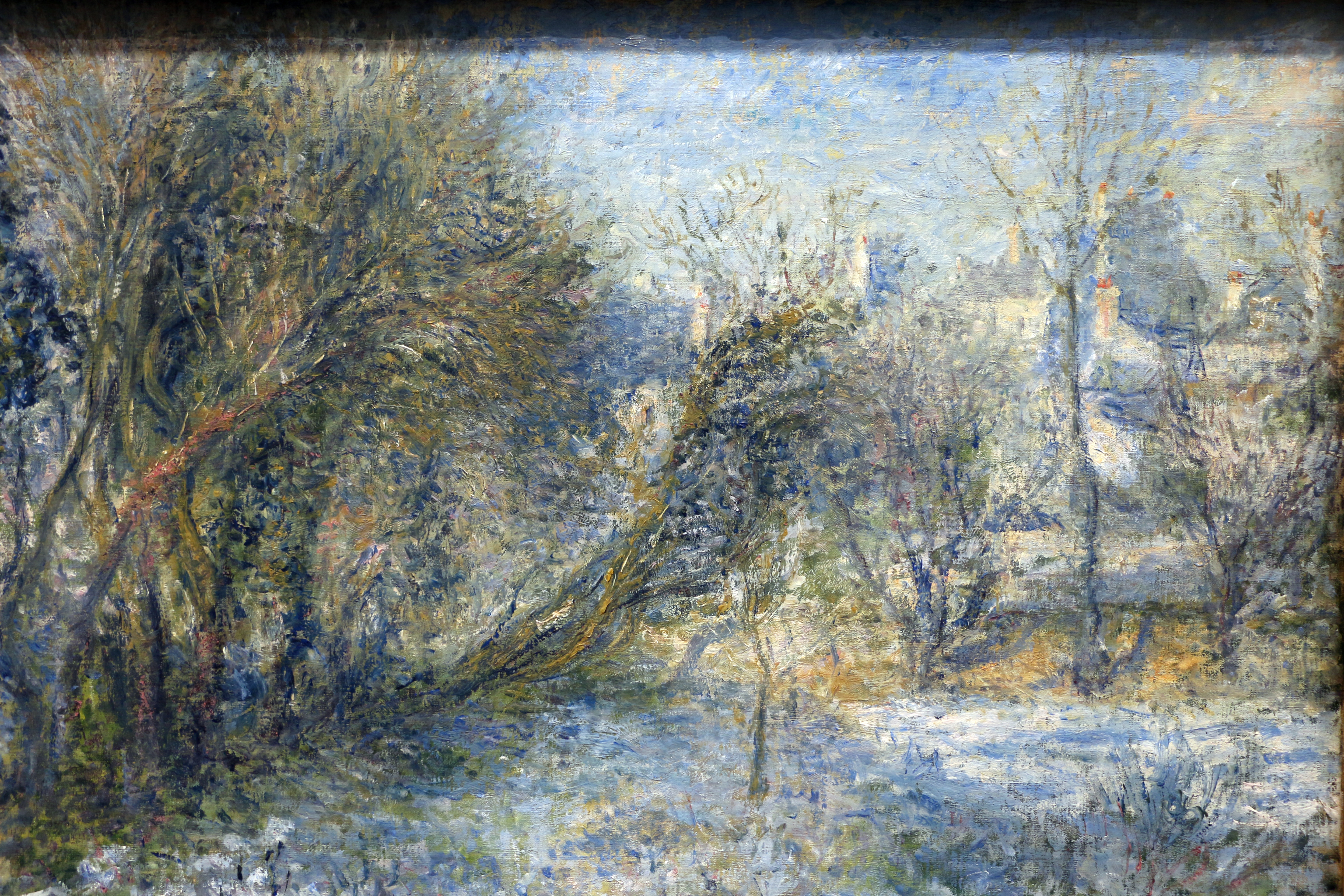
Пьер Огюст Ренуар. Пейзаж в лунном свете
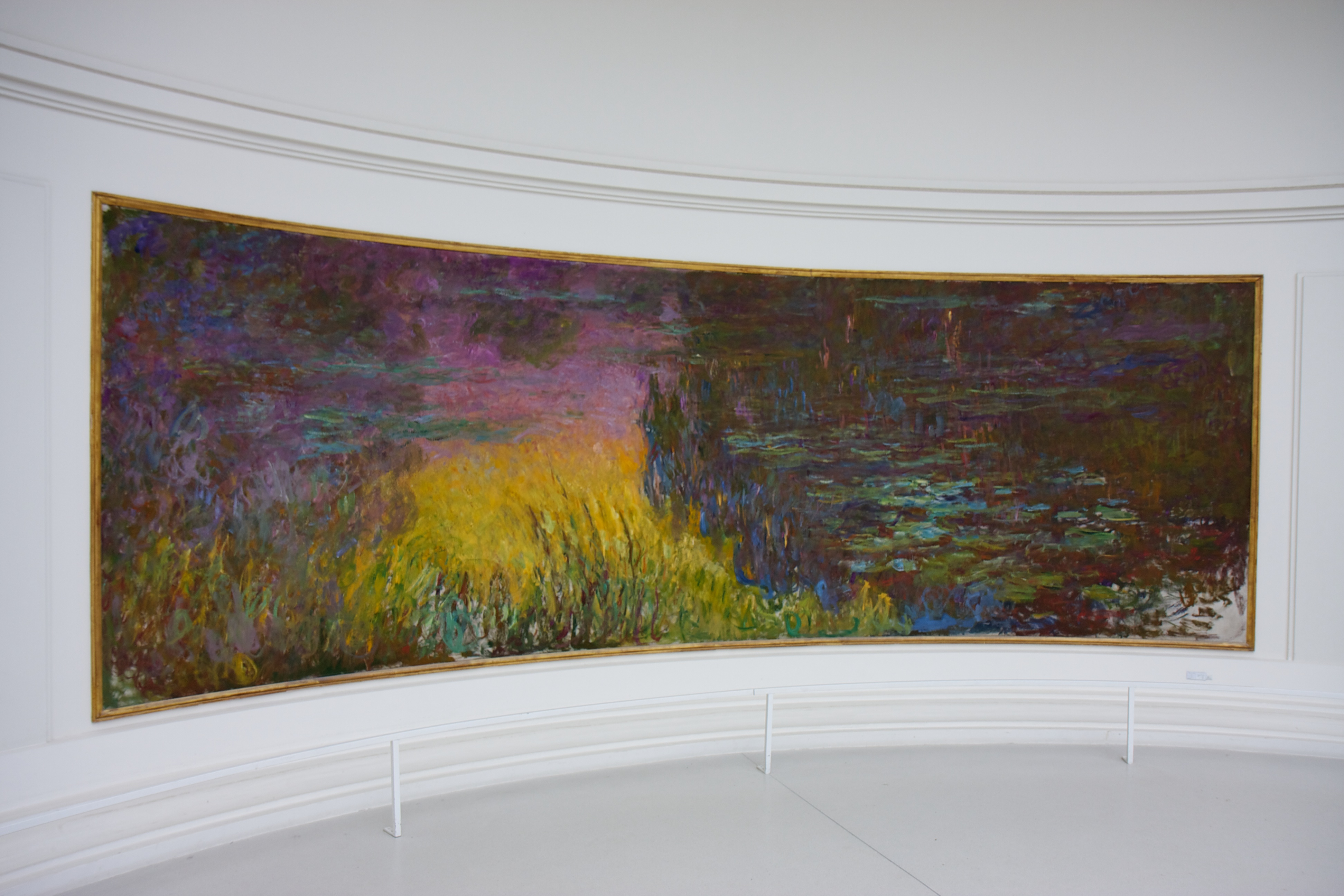
Клод Моне. Водяные лилии
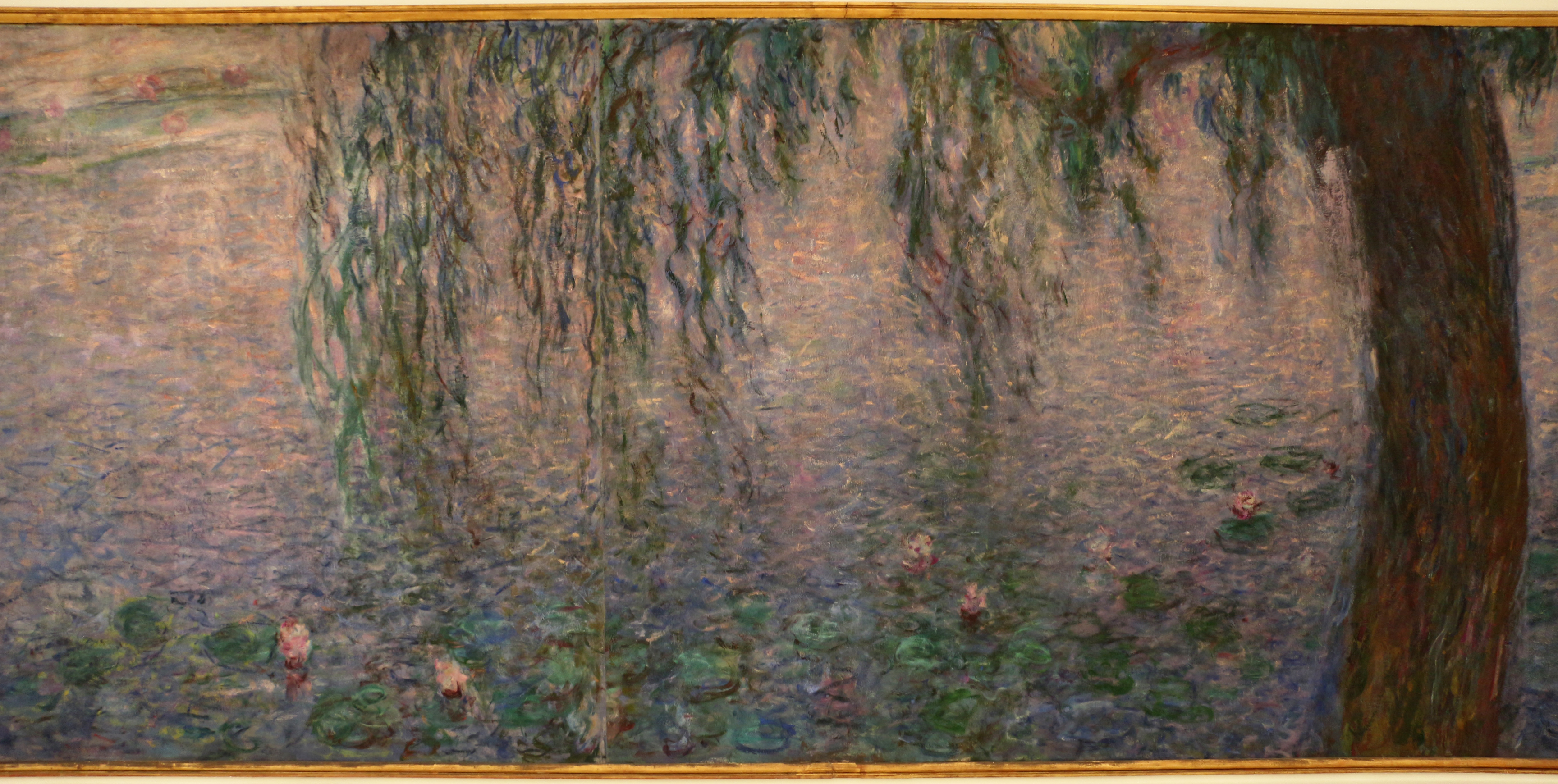
Клод Моне. Водяные лилии и облака
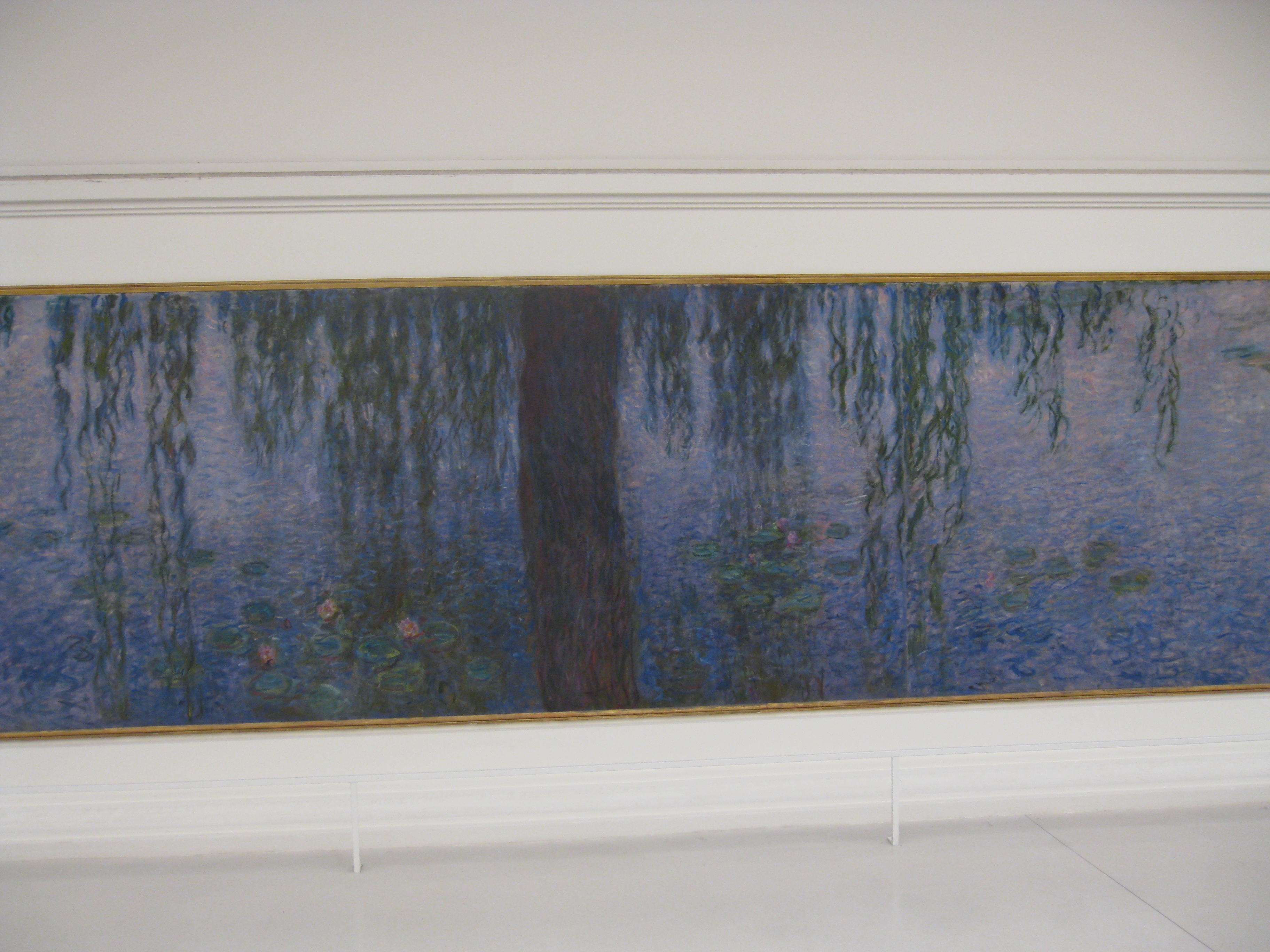
Клод Моне. Водяные лилии
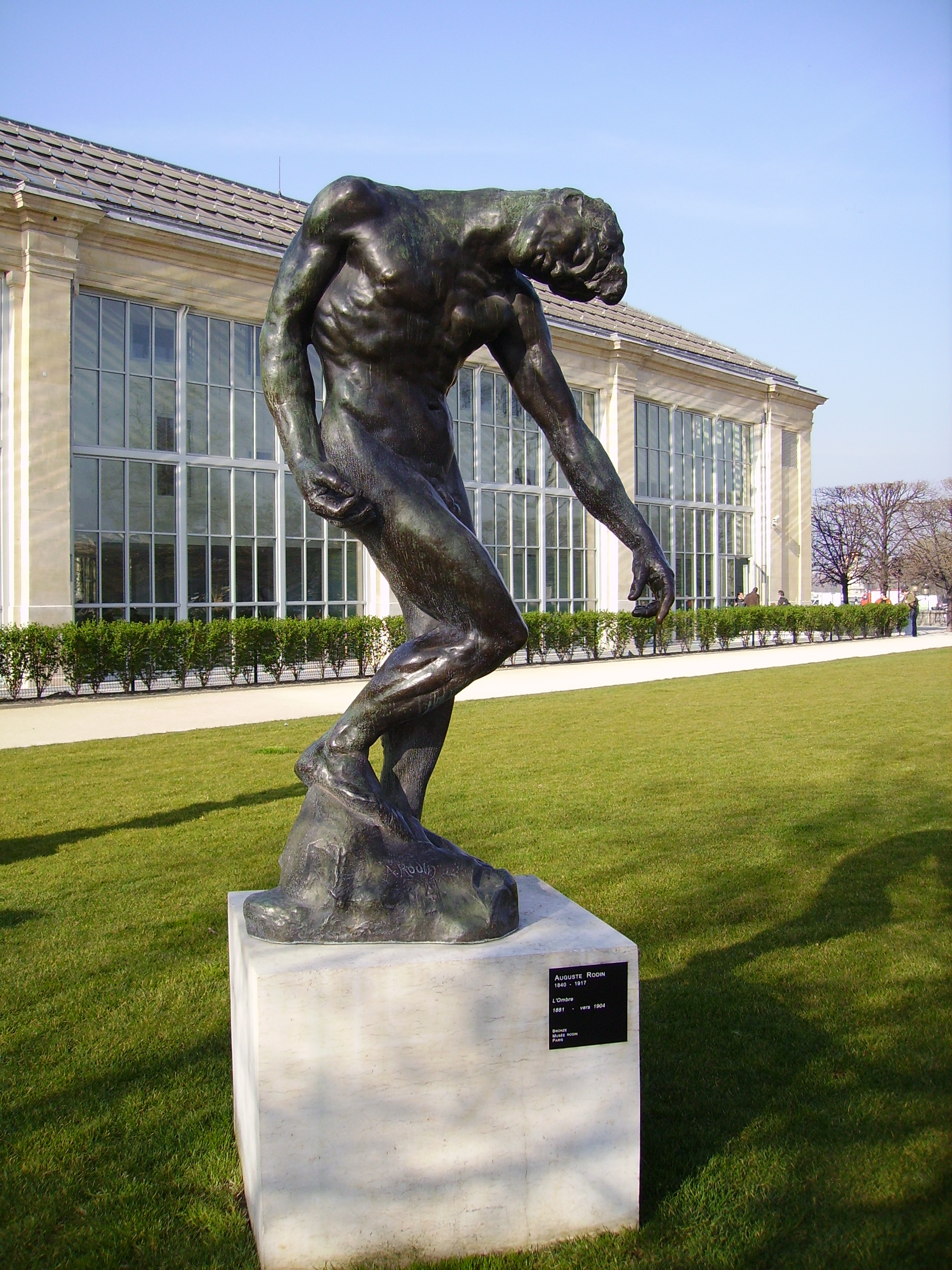
Огюст Роден. Тень